# Bernâtre
Bernâtre là một xã ở tỉnh Somme, vùng Hauts-de-France, Pháp.

## Địa lý
Thị trấn này tọa lạc trên đường D166, khoảng 15 dặm (24 km) về phía đồng bắc của Abbeville.

## Monuments

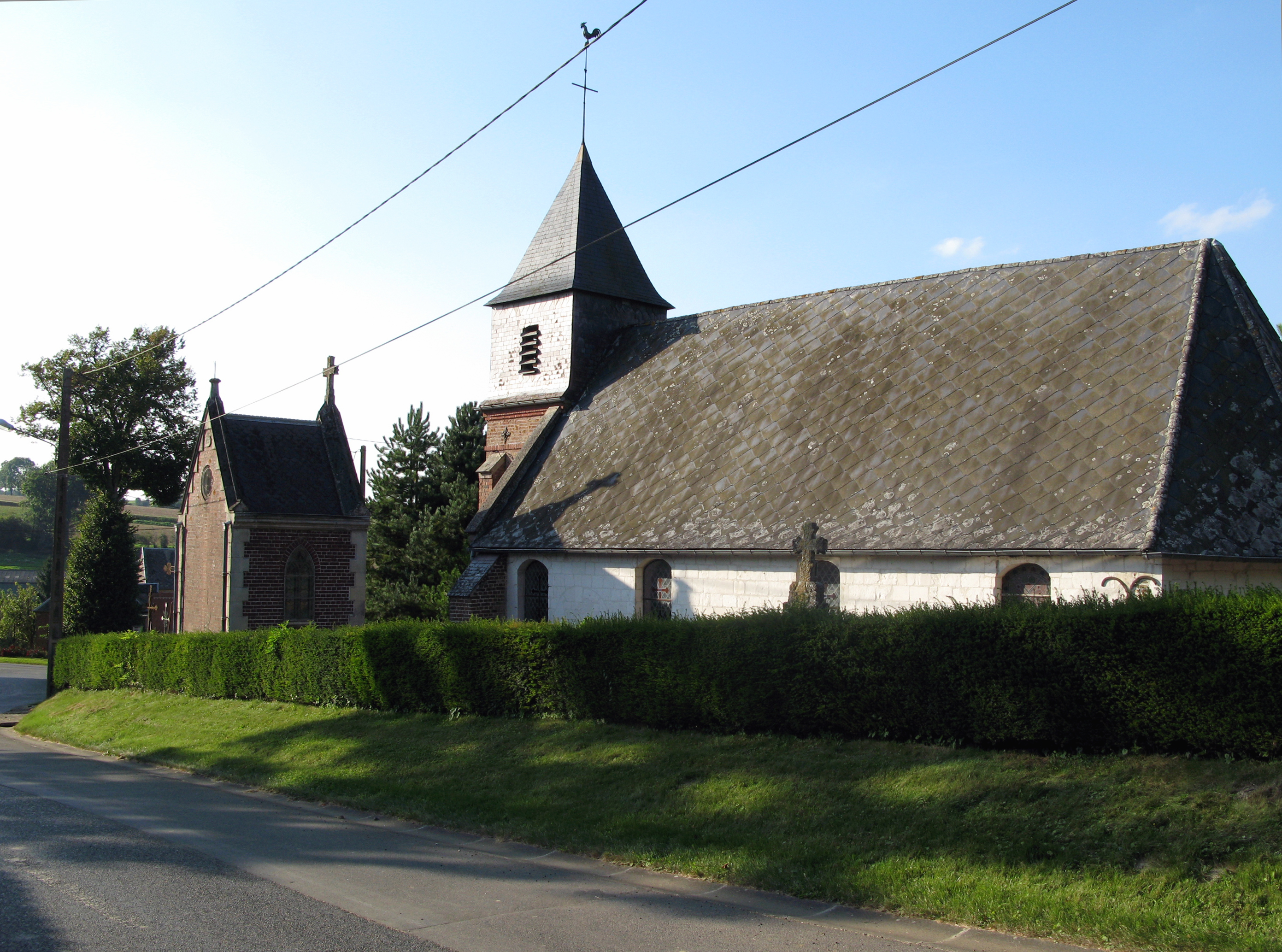
Nhà thờ

## Dân số
| 1962                                                         | 1968 | 1975 | 1982 | 1990 | 1999 |
| ------------------------------------------------------------ | ---- | ---- | ---- | ---- | ---- |
| 68                                                           | 73   | 58   | 45   | 46   | 47   |
| Số liệu điều tra dân số từ năm 1962, dân số không tính trùng |      |      |      |      |      |